# Acacia linarioides
Acacia linarioides är en ärtväxtart som beskrevs av George Bentham. Acacia linarioides ingår i släktet akacior, och familjen ärtväxter. Inga underarter finns listade i Catalogue of Life.